# Melody (navire de croisière)
Pour les articles homonymes, voir Melody.
Le Melody est un navire de croisière construit en 1981 par les Constructions Navales et Industrielles de la Méditerranée (CNIM)  de La Seyne-sur-Mer pour la compagnie italienne Home Lines, dont il est le deuxième navire neuf. Mis en service en avril 1982 sous le nom d’Atlantic, il est vendu en 1988, lors de la disparition de la compagnie, à la Premier Cruise Line (en). Devenu StarShip Atlantic, il est racheté en 1995 par MSC Croisières, qui en fait son navire amiral sous le nom de Melody de 1997 à 2003, lorsque le premier navire neuf de la compagnie, le MSC Lirica, est mis en service.
Renommé commercialement MSC Melody en 2004, le navire navigue sous les couleurs MSC sans incident notable, excepté une tentative d’abordage par un groupe de pirates au large de la Somalie en 2009, jusqu’à sa réforme en septembre 2012. Il est alors le plus vieux paquebot de la flotte, et le seul encore en service qui n’ait pas été construit spécialement pour la compagnie, MSC Croisières commandant des navires neufs depuis le début des années 2000.
Vendu à l’automne 2013 à une société indienne qui envisage de le transformer en hôtel/casino, il est renommé Qing et amené à Mormugao, en Inde, mais le projet est retardé par différents problèmes (refus de la licence pour un casino, difficultés financières du chantier naval et emprisonnement du PDG de la société). Le navire reste à quai et se dégrade lentement jusqu’au 29 juin 2016, où la mousson et l’eau de pluie accumulée à son bord le déséquilibre dangereusement. Il se pose alors sur le fond du port et continue de s’abîmer. Finalement renfloué au printemps 2018, il est vendu à la casse. Il reste encore près d’un an à son quai, avant d’être remorqué jusqu’aux chantiers de démolition navale d’Alang, en Inde, où il est échoué en mai 2019. Il est détruit peu de temps après.

## Histoire
Le Melody est un navire de croisière construit en 1981 par les Constructions industrielles de la Méditerranée (CNIM) de La Seyne-sur-Mer, pour la compagnie Home Lines, dont il est le deuxième navire neuf. Il est lancé le 9 janvier 1981 et mis en service le 14 avril 1982 sous le nom d’Atlantic. Il est alors affecté à des croisières entre New York et les Bermudes.

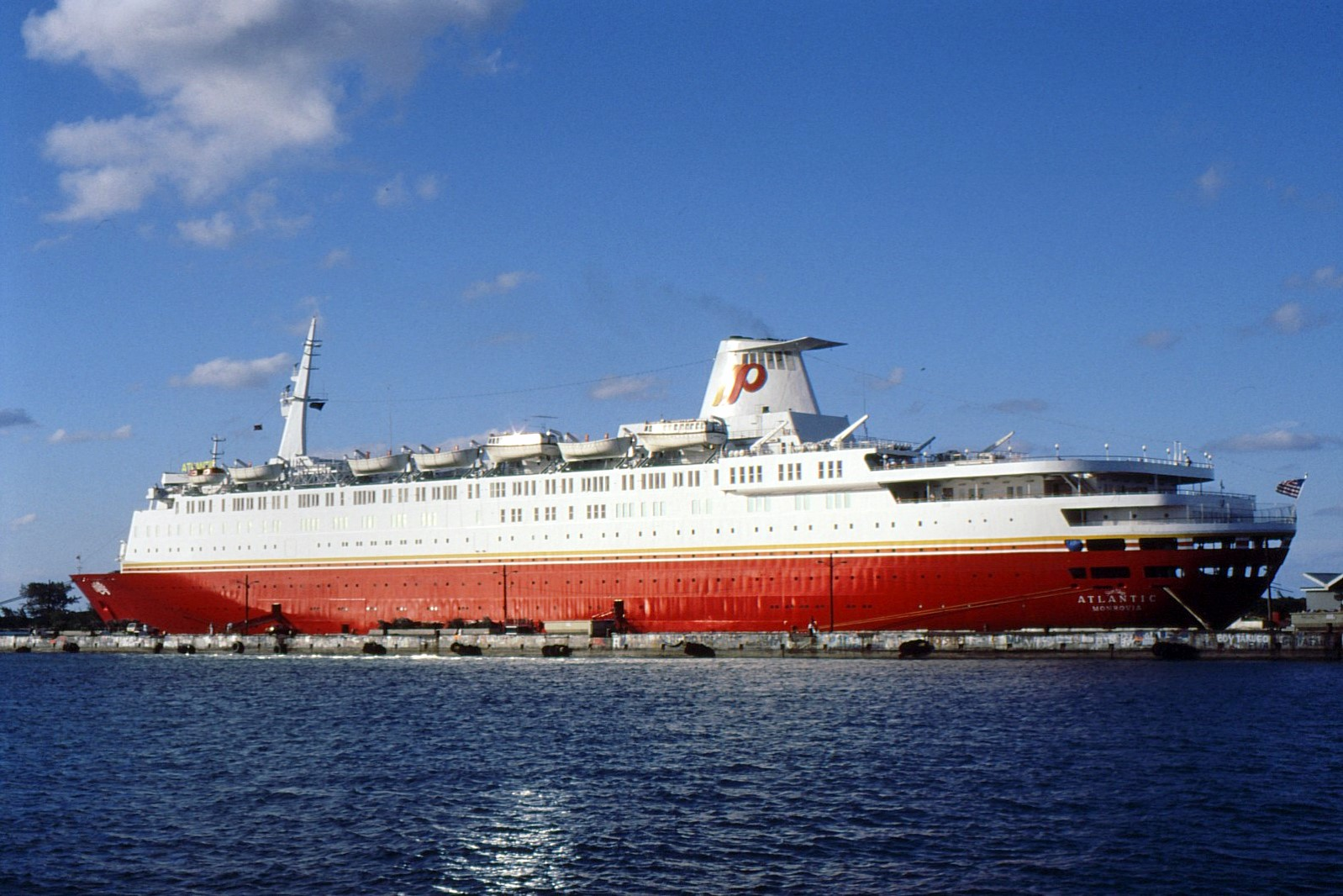
Le StarShip Atlantic amarré à Nassau en novembre 1989.

En 1988, lorsque la Home Lines est rachetée par la Holland America Line, le navire est vendu à la compagnie Premier Cruise Line (en), qui dispose d’un contrat exclusif avec Disney lui permettant de vendre des croisières en compagnies des personnages du studio de dessins animés couplés à des entrées à Walt Disney World Resort. L’Atlantic devient le StarShip Atlantic et effectue des croisières au départ de Port Canaveral,,. Le 31 mars 1994, le contrat signé entre Premier Cruise Line et Disney prend fin et n’est pas reconduit, cette dernière ayant décidé de créer sa propre compagnie de croisières : Disney Cruise Line. Le navire est alors mis en vente et racheté, en 1995, par la compagnie MSC Croisières, qui ne dispose alors que de trois unités plus âgées. Le StarShip Atlantic est envoyé à Durban, où il est longuement rénové pour devenir le navire amiral de la société, et devient le Melody,,,,. Il reprend du service en mai 1997, en faisant un trajet inaugural de Durban à Gênes. Il reste le fleuron de la flotte de MSC Croisières jusqu’en 2003, lorsque le MSC Lirica, premier paquebot commandé neuf par la compagnie, est mis en service.
En 2004, MSC Croisières renouvelle son identité visuelle, en se dotant d’un nouveau logo, de nouvelles couleurs pour sa flotte, mais également en ajoutant le sigle MSC devant le nom de ses navires. Le Melody reçoit ainsi l’appellation commerciale MSC Melody, bien que ce nom n’ait jamais été inscrit sur sa coque,,. Il est affecté à des croisières hivernales dans l’Atlantique Sud, assurant des départs depuis Santos ou Rio de Janeiro, et navigue en Méditerranée l’été,.

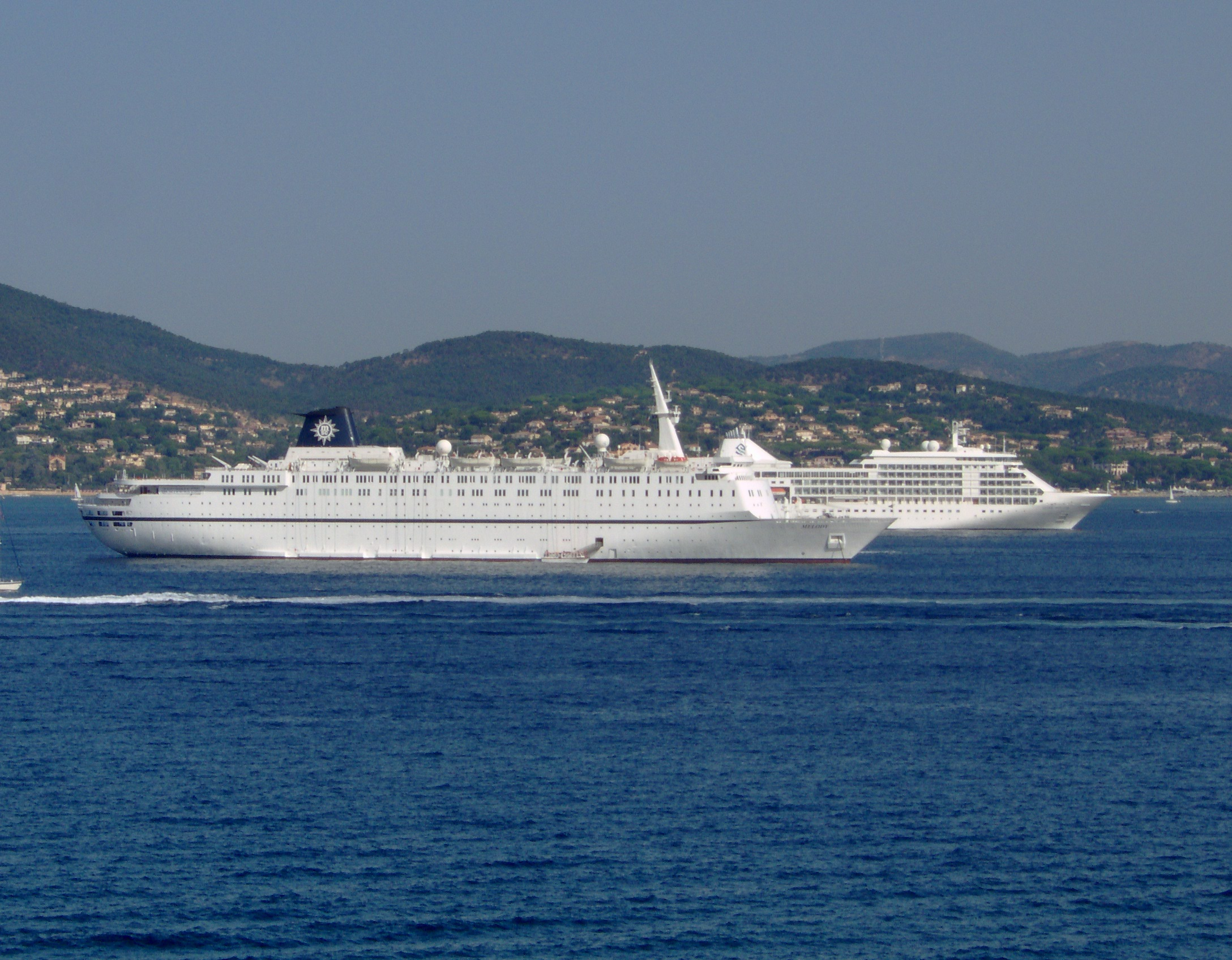
Le Melody à l’ancre dans la baie de Saint-Tropez en novembre 2005.

Le 1er décembre 2005, au cours d’une traversée de l’Atlantique à destination du Brésil, le paquebot se déroute pour porter assistance à 36 réfugiés africains à la dérive depuis plusieurs jours. Partis de Guinée-Bissau à bord d’un canot d’une douzaine de mètres, ils sont tombés en panne de moteur et se sont retrouvés sans eau ni nourriture au large de la Mauritanie, où le MSC Melody les a recueillis. Ils sont débarqués par la suite à Dakar.
Le 25 avril 2009 au soir, alors qu’il effectue une croisière de repositionnement entre Durban et Gênes, le MSC Melody est attaqué au large de la Somalie par six pirates à bord d’une embarcation légère,. Ceux-ci ouvrent le feu alors que le commandant manœuvre pour les esquiver,. L’équipe de sécurité du paquebot, armée, réplique et parvient à mettre les assaillants en déroute,. Le bilan de l’attaque se solde par deux blessés légers, un membre d’équipage et un passager,. La compagnie avait pourtant pris des mesures préventives pour éviter ce genre d’incident, en déroutant le paquebot afin de le faire passer à plus de 400 miles des côtes somaliennes. À la suite de l’attaque, le navire reprend ses croisières en Méditerranée, assurant des rotations entre les ports de Toulon, Olbia, Tunis, Taormine, Salerne, Ajaccio, Gênes et Portofino.
En septembre 2012, le paquebot, qui est alors le doyen et la plus petite unité de la flotte de MSC Croisières,, achève sa dernière croisière en Méditerranée et est désarmé à Castellammare di Stabia en attendant que la compagnie statue sur son avenir,,. Le 9 janvier 2013, l’arrêt de son exploitation avec effet immédiat est annoncé officiellement par MSC Croisières, annulant de fait les croisières déjà programmées pour l’été 2013,,,,.

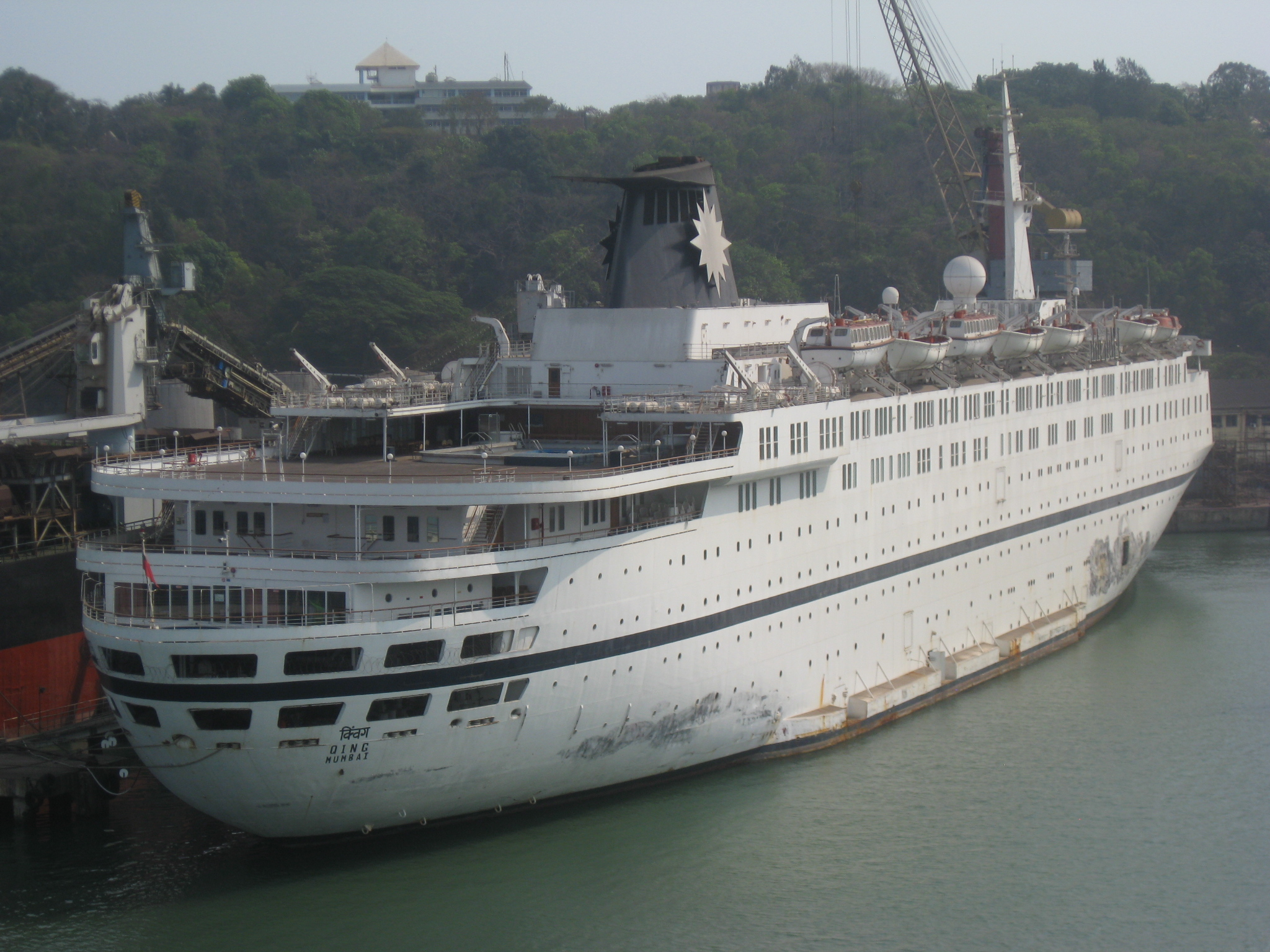
Le Qing aux chantiers navals de Mormugao en avril 2014.

En novembre 2013, il est vendu à la société indienne Sahara India Pariwar. Celle-ci ne précise pas ses intentions quant au devenir du navire, mais les rumeurs laissent envisager une transformation en hôtel à Goa,,,. La société fait une demande de licence pour ouvrir un casino, tandis que le navire prend le pavillon indien,, est renommé Qing et est amené aux chantiers navals Western India Shipyard Ltd de Mormugao en janvier 2014,,. Toutefois, la licence est refusée,,, entrainant un abandon des travaux, et le navire, amarré à quai sans activité à bord, se détériore. En avril 2014, quatre mois après l’arrivée du paquebot au chantier naval, les barbelés anti-pirates, installés à l’occasion de son convoyage entre l’Italie et l’Inde, sont toujours fixés à leur place,. Dans le même temps, le président de Sahara India Pariwar, Subrata Roy, est emprisonné pour détournement de fonds, et le chantier naval connait des difficultés financières, compromettant d’autant plus le projet.

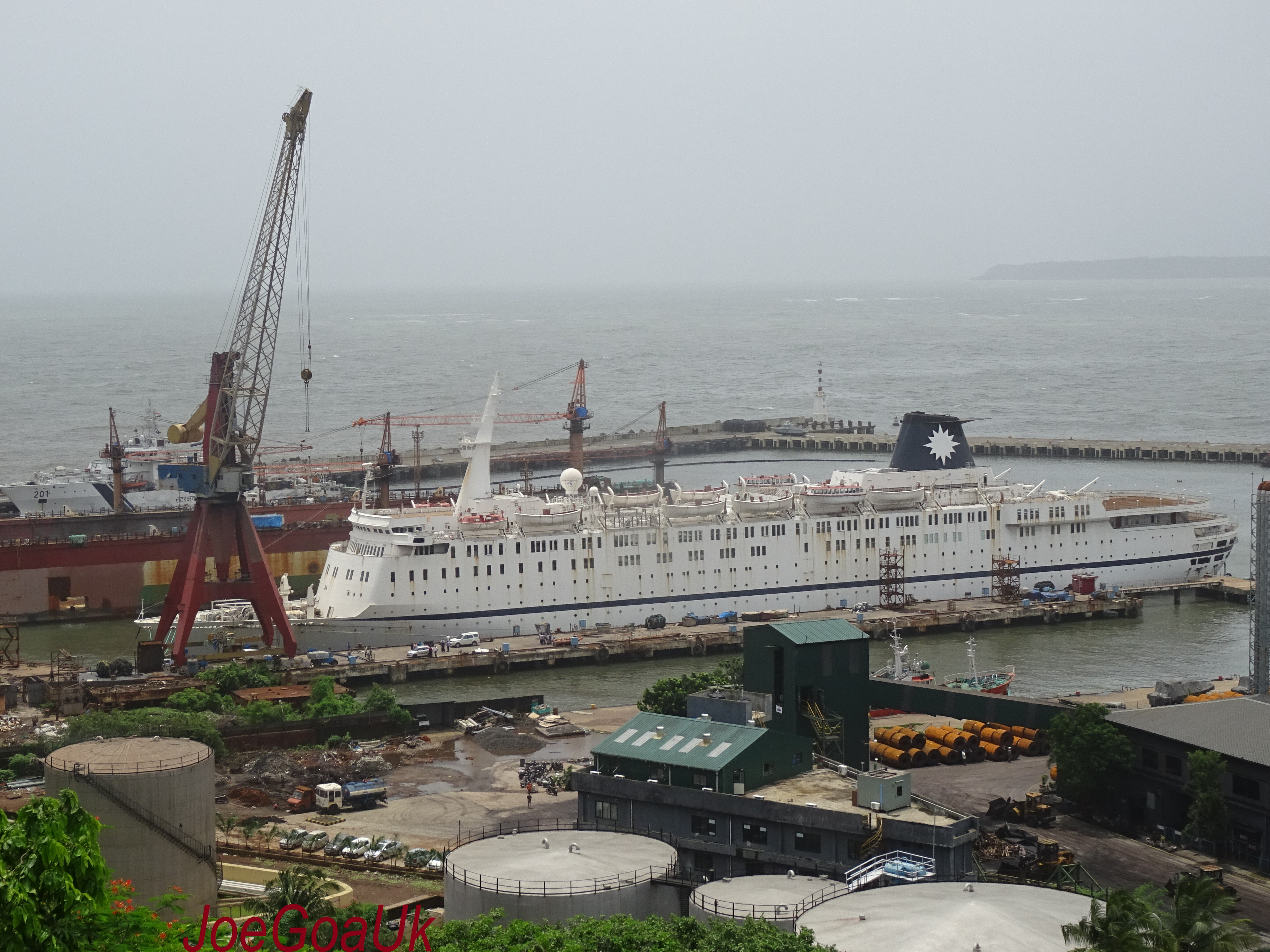
Le Qing posé sur le fond du port en 2016.

Le 29 juin 2016, alors qu’il est toujours en attente à Mormugao, la forte mousson qui s’abat sur la région s’accumule à bord du navire,, qui est déséquilibré et se met à gîter sur tribord,,. Personne n’est blessé, le paquebot étant vide de tout équipage,,, mais les garde-côtes craignent alors qu’il ne chavire à son quai, ce qui pourrait endommager le dock flottant situé à côté,,,, la gîte atteint les 30 degrés. Toutefois, il finit par se stabiliser le lendemain en se posant sur le fond du port, à 7 mètres de profondeur,,. Une équipe d’experts provenant de Mumbai est appelé afin de renflouer l’épave,. Dans le même temps, des barrages flottants sont installés autour du navire afin de retenir une fuite d’hydrocarbures qui s’échappe de la salle des machines.

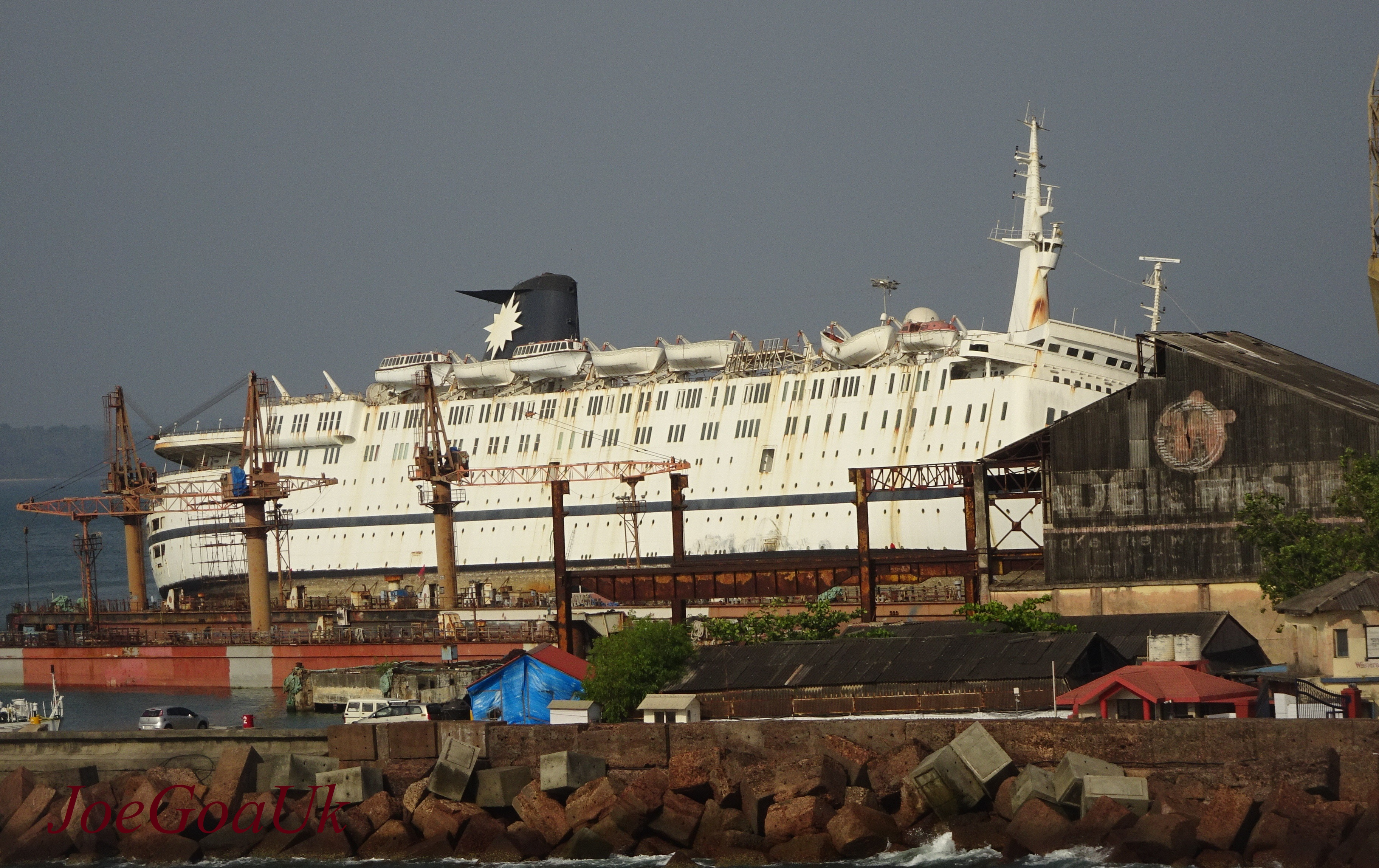
Le Qing pendant les opérations de renflouage, au printemps 2018.

En janvier 2018, après trois échecs de vente aux enchères du navire, le Port Trust de Mormugao demande à la Haute Cour de Bombay de déclarer le Qing comme épave, après être resté sans réponse du propriétaire du navire. Dans le même temps, le syndicat de travailleurs du Western India Shipyard Ltd, où repose le navire, s’engage à ne pas interférer dans les travaux de dégagement du navire de croisière. À la suite de l’accord de la Haute Cour, la société Balaji Fuels rachète l’épave et la fait renflouer par Smit International en juin 2018, par une société spécialisée, qui pompe les 20 000 tonnes d’eau et 350 tonnes de pétrole encore présents à l’intérieur,. L’épave est ensuite mise en vente pour être détruite.
Le 1er mai 2019, à l’occasion d’une escale du porte-avions français Charles de Gaulle à Goa, des prises de vues aériennes prouvent que le Qing, renfloué, est toujours amarré à son quai. Il est finalement remorqué aux chantiers de démolition d’Alang et échoué sur la plage à la fin de ce même mois,,,. Les travaux de découpe commencent en juin 2019 et se terminent à la fin de l’année.

## Caractéristiques

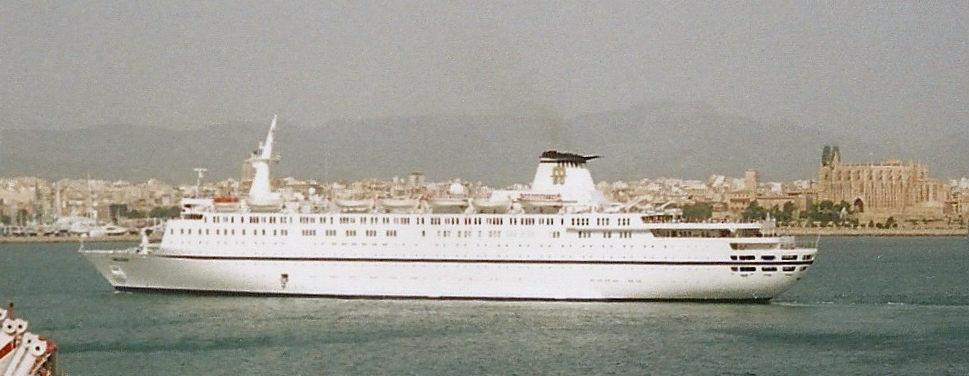
Le Melody à Palma de Majorque en 2001.

Le Melody est long de 204,7 mètres, large de 27,35 mètres et mesure 56,65 mètres de haut,. Son tonnage brut est d’environ 35 140 tjb, soit presque la moitié du MSC Lirica, qui le supplantera comme navire amiral de MSC à partir de 2003. Il nécessite 526 membres d’équipage, et peut transporter 1 278 passagers,.

### Ponts
Le Melody dispose de 8 ponts accessibles aux passagers,. Ceux-ci sont désignés par des noms (de bas en haut) : Bahamas, Restaurant, Oceanic, Continental, Premier, Lounge, Pool et Sun.

### Caractéristiques techniques
Le Melody est propulsé par deux moteurs Diesel Fiat GMT 10 cylindres, capables de produire 22 070 kW. Ils entrainent deux hélices à pales réglables, situées à l’arrière du paquebot, qui sont complétées par un propulseur d’étrave à l’avant, destiné à faciliter les manœuvres. Avec cet équipement, le navire peut filer, au maximum de sa puissance, jusqu’à 23 nœuds, soit près de 43 km/h.
La passerelle de navigation du Melody se trouve sur le pont supérieur, appelé Sun. Elle s’étend sur toute la largeur du navire, et comprend une timoneries fermée, deux ailerons de manœuvre et une salle de navigation.

### Dispositifs de sécurité
Le Melody est équipé de 10 canots de sauvetage, dont 2 couverts, ainsi que de 4 "navettes". Ces derniers, normalement destinés à amener les passagers à terre lorsque le navire est à l’ancre, peuvent également servir de canots de sauvetage en cas de nécessité.

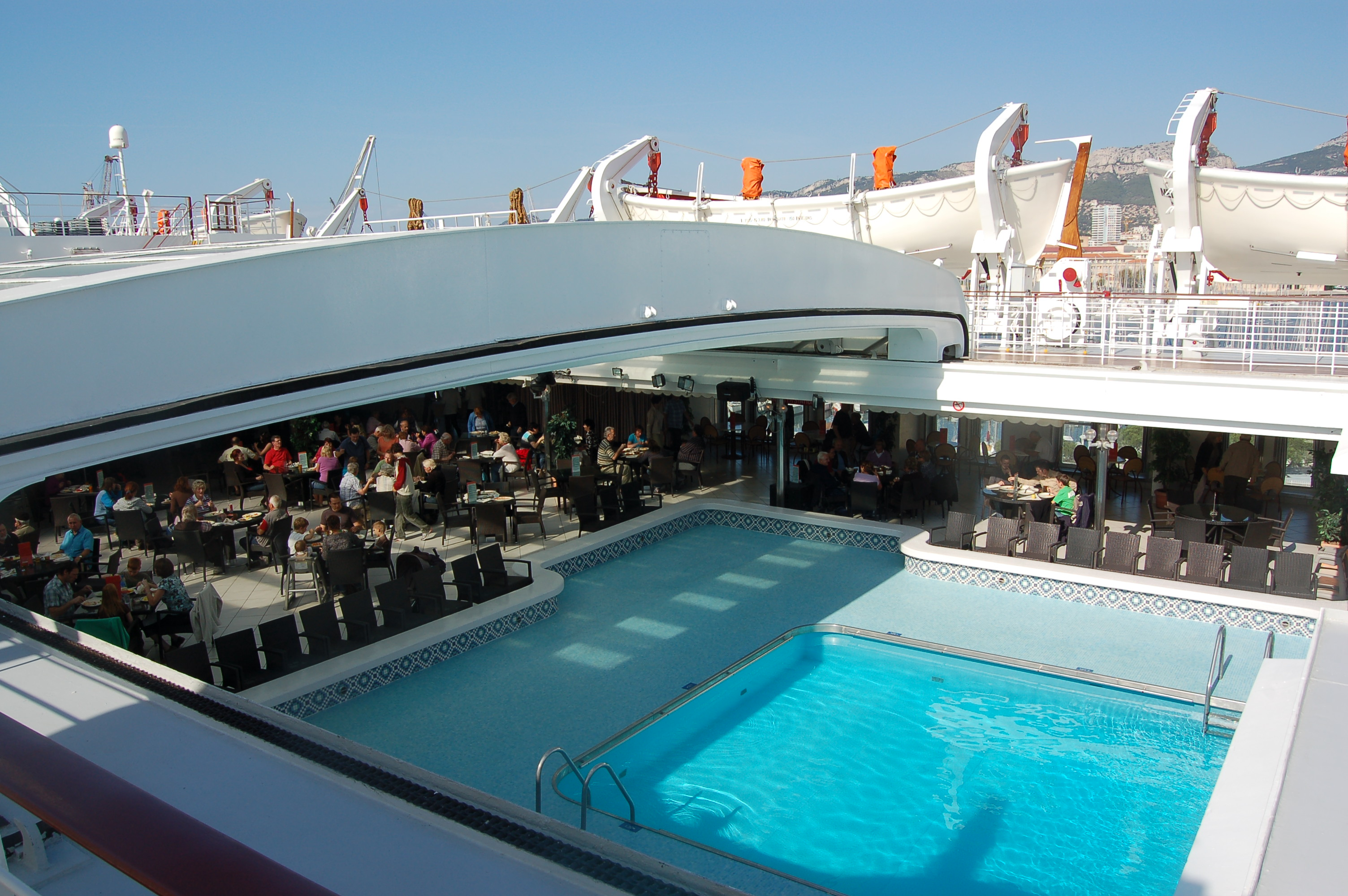
La piscine centrale du Melody.